# Igersheim
Igersheim é um município da Alemanha, no distrito de Main-Tauber, na região administrativa de Estugarda, estado de Baden-Württemberg.